# August Marschall von Bieberstein

August Freiherr Marschall von Bieberstein

Freiherr August Friedrich Marschall von Bieberstein (* 4. Juli 1804 in Karlsruhe; † 18. November 1888 in Freiburg im Breisgau) war ein badischer Jurist und Diplomat.

## Herkunft
August Marschall von Bieberstein entstammte dem meißnischen Adelsgeschlecht Marschall von Bieberstein. Er war ein Sohn des späteren badischen Staatsministers Karl Wilhelm Marschall von Bieberstein (1773–1817) und seiner Frau Wilhelmine geb. von Reck (1782–1856). Der jüngere Bruder Adolf Marschall von Bieberstein (1806–1891) war badischer Innenminister und Gesandter des Großherzogtums Baden in Berlin.

## Leben
Von 1812 bis 1817 während der Zeit der Gesandtschaft seines Vaters am württembergischen Hof besuchte Marschall das Lyzeum in Stuttgart, ab 1817 das Lyzeum in Karlsruhe. Seit dem 29. April 1822 studierte er an der Ruprecht-Karls-Universität Heidelberg und seit dem 4. Mai 1824 an der Georg-August-Universität Göttingen Rechts- und Staatswissenschaften. In Göttingen wurde er im Corps Bado-Württembergia aktiv. Er kehrte Ostern 1825 nach Heidelberg zurück und legte 1826 das juristische Staatsexamen ab. Er trat als Rechtspraktikant zunächst beim Stadtamt Freiburg in den badischen Staatsdienst. Nach Praktikantentätigkeiten auch beim Hofgericht in Freiburg und beim Direktorium des Dreisamkreises begab er sich Ende 1828 für ein Jahr nach Frankreich, zunächst nach Dijon und später nach Paris zum Studium des französischen Rechts und zur weiteren Vertiefung seiner französischen Sprachkenntnisse.
Im März 1830 trat er als Sekretär ins badischen Justizministerium und wurde 1831 Hofgerichtsassessor in Mannheim. Sodann wurde er als Legationsrat ins Ministerium des Großherzoglichen Hauses und der auswärtigen Angelegenheiten berufen. In dieser Stellung verbrachte er 10 Jahre, zuletzt als Vorsitzender Rat. Während dieser Zeit beteiligte er sich an den Arbeiten der Gesetzgebungskommission. Dabei ging es um die Revision des Entwurfs zum badischen Strafgesetzbuch in staatsrechtlicher und polizeilicher Hinsicht. Eine weitere Kommission, an der sich Marschall beteiligte, bereitete Gesetzentwürfe über Abänderungen der Gerichtsverfassung und des Strafverfahrens für den Landtag vor. An den Sitzungen der Ständeversammlung nahm Marschall als Regierungskommissär und 1841 bis 1845 als Mitglied der Ersten Kammer regen Anteil, insbesondere bei der Beratung des Strafgesetzbuchs.
Im Jahre 1843 erhielt er neben seiner hauptamtlichen Tätigkeit im Ministerium den zusätzlichen Posten eines Ministerresidenten in der Schweiz. 1845 wurde er außerordentliches Mitglied des badischen Staatsrats und im selben Jahr als Regierungsdirektor Leiter der Regierung des Oberrheinkreises. Dazu trat die Stelle eines Kurators der Albert-Ludwigs-Universität Freiburg für die Dauer seines Amtes beim Oberrheinkreis. Im Jahre 1850 entsandte ihn die Erste Kammer der Ständeversammlung in das Erfurter Unionsparlament. Nach Wiederherstellung des Deutschen Bundes wurde Marschall 1851 badischer Gesandter beim Bundestag. Dort versuchte er soweit möglich zwischen den sich widerstrebenden Interessen der beiden deutschen Großmächte Österreich und Preußen zu vermitteln und wollte, dass die Mittelstaaten sich Kompromissen der beiden Großmächte anschließen, wenn diese zustande kamen. Somit lehnte er die Triasidee grundsätzlich ab. 1857 erhielt Marschall die Würde eines Wirklichen Geheimen Rats. 
Anfang der 1860er-Jahre kam es im Vorfeld der Einigungskriege zu einem Umschwung der politischen Verhältnisse und Marschall wurde vom Bundestag abgezogen. Stattdessen erhielt er die Position des Oberhofrichters und trat damit an die Spitze des obersten badischen Gerichtshofs. 1871 erfolgte seine Versetzung in den Ruhestand.

## Privatleben
August Marschall von Bieberstein heiratete im Jahre 1839 Ida Freiin von Falkenstein (1810–1857). Aus der Ehe gingen zwei Söhne hervor, darunter der spätere Staatssekretär des Auswärtigen Amts Adolf Marschall von Bieberstein. 1860 heiratete August Marschall von Bieberstein Adelheid Freiin von Falkenstein (1814–1893), die Schwester seiner verstorbenen ersten Frau. Nach seiner Pensionierung im Jahre 1871 nahm Marschall seinen Hauptwohnsitz in Freiburg, wo auch die Familie seines jüngeren Bruders Adolf (1806–1891) lebte. 

## Ehrungen
- Orden vom Zähringer Löwen, Großkreuz (1871)